# Avtappning
Ekonomisk avtappning (motsatsen till påfyllning) inträffar när företag eller hushåll lämnar ifrån sig pengar till banker och andra kreditinstitut (då man sparar), utländska företag (betalning för import) eller till den offentliga sektorn (skatt).
Avtappningen innebär att mindre pengar är i rörelse i landet. Genom avtappning kan staten minska efterfrågan på varu- och tjänstemarknaden, vilket i sin tur medför att mindre varor produceras och arbetslösheten ökar. Det positiva är att inflationen minskar.